# Daisy Jones & The Six (romanzo)
Daisy Jones and the Six è un romanzo della scrittrice americana Taylor Jenkins Reid pubblicato nel 2019.

## Trama
Il romanzo racconta la storia del gruppo rock Daisy Jones & The Six, focalizzandosi in particolare sul rapporto tra Billy Dunne, il frontman della band, e Daisy Jones, una cantautrice dallo spirito libero, e spiegando cosa ha condotto allo scioglimento del gruppo dopo il loro ultimo concerto del 12 luglio 1979.

## Accoglienza
Il romanzo ha ricevuto recensioni positive: il The New York Times ha dichiarato che "Leggere questa storia, narrata dalle voci degli stessi protagonisti, è come guardare una serie imperdibile su un'icona della musica", mentre il The Times ha definito il romanzo "totalmente credibile, straordinariamente appassionante".

## Adattamento
Nel 2023, il romanzo è stato adattato in una miniserie prodotta da Hello Sunshine e Amazon Prime Video e distribuita da quest'ultimo.